# 圖像記憶
圖像記憶是视觉感觉记忆寄存器，負責儲存快速衰减的视觉資訊，也是视觉记忆系统的元件之一，其它元件还包括视觉短期记忆（VSTM）和长期记忆（LTM）。 圖像記憶是極短（小於1秒）、預分類（pre-categorical）、高容量的記憶儲存， 在短时间内提供完整连贯的视知觉表徵，從而促成视觉短期记忆。圖像記憶有助于解釋像是改變視盲现象以及跳視期间的连续性经验现象。圖像記憶不再被视为单个实体，而是至少有两个不同元件。包括斯珀林的部分报告范式以及现代技术在内的经典实驗，則持續為感官记忆的儲存性质帶來洞見。

## 概述
历史上已有许多人观察到，在物體偏移后，會出现持續的生理图像。这個现象最早出自於亚里士多德的記載，他認為後像與梦的體驗有關。在18世紀和19世纪，研究人員观察到，若快速移动柴火棍，柴火棍末端的余烬會产生光迹，進而引發他們的兴趣並开始对这种现象进行实证研究，而這現象后来被称为視覺暫留。在20世纪，由于假设視覺暫留在视觉短期记忆中，對视觉資訊有著预分类表徵的作用，因此視覺暫留在记忆中扮演的角色引起了相当大的关注。 1960年，為了确认视觉感官记忆是否存在，以及确认容量和持续时间等特徵，乔治·斯珀林進行了经典的部分报告实验。1967年，奈瑟（Ulric Neisser）将这种迅速衰減的记忆儲存称为圖像记忆 。 在斯珀林实验過後約20年，在视觉感官记忆中，浮現两个独立元件的概念，即「視覺暫留」（visual persistence）和「資訊暫留」（informational persistence）。斯珀林的实验主要测试了刺激的資訊暫留，而其他如Coltheart则进行了視覺暫留的直接测试。 1978年，Di Lollo提出了一种视觉感官记忆的双态模型。尽管历史上一直存在争议，但目前明确將圖像记忆区分為視覺暫留和資訊暫留，这两种暫留性質的测试方法不同，并具有根本不同的属性。資訊暫留是圖像记忆的基础，作为预分类感官储存，被认为是视觉短期记忆的关键因素。  类似的儲存区還有声音的临时仓库。  

## 元件
圖像记忆的两个主要元件是視覺暫留和資訊暫留 。視覺暫留為由感觉系统创建的物理图像之中相对简短的（150ms）预分类视觉表徵，為个人观察和感知的「快照」。資訊暫留則是更持久的記憶儲存器，其将视觉图像编码後的版本表示为后分类資訊（post-categorical information），為大脑接收及处理之後的“原始数据”。还可以考虑第三个元件「神经暫留」（neural persistence），指的是「视觉系统的身体活动和记录」。神经暫留通常以神经科学技术如EEG和fMRI為代表。 

### 視覺暫留
視覺暫留是在物理偏移之后视觉图像仍然存在的顯著印象，这可以被认为是神经暫留的副产物。对於刺激的物理参数，視覺暫留比对資訊暫留更敏感，这反映在其两个关键属性：
1. 視覺暫留的持续时间与刺激持续时间成負相關。这意味着物理刺激的呈现时间越长，视觉图像在記憶中衰减得越快。
2. 視覺暫留的持续时间与刺激亮度成負相關。当刺激的光度或亮度增加时，視覺暫留的持续时间會减少[2]。由于神经系统的参与，視覺暫留高度依赖于光感受器的生理機能和视觉皮层中不同细胞类型的激活。这种可见表徵會受到遮蔽效应的影响，也就是說，在刺激消退期間或刺激消退之後，藉由呈現干擾，這會立即妨礙對刺激的回想。[10]

為了得知視覺暫留的持续时间，已经使用不同的技术進行嘗試。刺激持续时间技術是其中之一，在實驗開始的同时會呈现探测刺激（听觉的“咔嚓聲”），并在獨立试验中以視覺顯示的消退來呈現 ，其差异代表視覺儲存的持续时间，大约是100-200毫秒。而其他技術像是现象连续性及移动狭缝技术，則估计視覺暫留时间为300毫秒。在第一个範式中，图像會不连续地呈现，在图像演示之间夾雜空白时段。如果暫留时间够短，那麼参与者将感知到连续图像。同理，移动狭缝技术也是基于參與者對連續圖像的觀察，但只會使图像的“狭缝”的部分闪烁，而非整个圖像刺激。当狭缝以正确的速度闪烁时，參與者仍可以看到完整的图像。 

#### 神经基础
底層的視覺暫留是视觉感覺路徑的神经暫留，長期视觉表徵始于视网膜中感光受體的激活。已经发现到，视杆细胞和视锥细胞中激活持续時間超过物理刺激的消退時間，而視桿系統比锥体系統持续更久。 参与維持視覺图像的其他细胞還包括M和P視網膜神經節細胞（retinal ganglion cells） 。M细胞（暫態细胞）仅在刺激开始和刺激消退期间有活性，而P细胞（持续细胞）在刺激开始、持续及消退期间，皆表現出持續性的活性。目前已經在負責處理視覺資訊的枕叶初級視覺皮層（V1）中發現視覺圖像的皮層暫留性。

### 資訊暫留
在物理刺激消退后，資訊暫留代表仍持续存在的刺激資訊 。雖然它本质上是视觉的，但不可见 。斯珀林实验是对資訊暫留的一項測試。刺激持續時間是影響資訊持續時間的關鍵因素，隨著刺激持續時間的增加，視覺碼的持續時間也會增加。資訊暫留所代表的非可视的成分表示為，图像的抽象特征及空间位置。由于資訊暫留的性质与視覺暫留不同，因此不受遮蔽效应的影响。 圖像记忆的這一元件的特征表明，資訊暫留對后分类记忆儲存起着关键作用，使得视觉短期记忆可以進行資訊访问以整頓記憶。

背部流（绿色）和腹侧流（紫色）同樣起源于视觉皮层。

#### 神经基础
尽管与視覺暫留相比，关于資訊暫留的神经表徵的研究较少，但新的电生理学技术已经开始揭示相關的皮层区域。与視覺暫留不同的是，資訊暫留被认为依赖于视觉皮层之外的更高級視覺區域。前側顳上溝（STS）是腹侧流的一部分，發現在獼猴的圖像記憶任務中會被激活，而这个大脑区域与物體再認和物體識別有關。圖像記憶在變化檢測中的作用與枕中回（MOG）的激活有關，已发现MOG激活持续時間约2000ms，這表明圖像记忆的持续时间可能比目前所认为的還要长。圖像记忆還受到基因和大腦中產生的蛋白質之影响。脑源性神经营养因子（BDNF）是神經生長因子中的神经营养因子家族的一部分。已经证明具有编码BDNF的BDNF基因突变的个体具有缩短的、不太稳定的資訊暫留。

## 任務
圖像记忆为大脑提供了平滑的视觉資訊流，可以透過视觉短期记忆在较长时间内提取出來，以便整頓成更加稳定的形式。圖像记忆的其中一個關鍵作用是對我們的視覺環境進行變化檢測，這有助於我們感知運動 

### 时间整合
圖像記憶能够沿着连续的图像流，整合视觉資訊。例如在观看电影时，在初级视觉皮层中，新刺激不会擦除先前刺激的資訊，反而會包含最近刺激的反應以及之前刺激的等量資訊。这种one-back記憶可能是圖像記憶和遮蔽效应中整合處理的主要基板，而具體結果取决于两个后续分量图像（“图标”），仅在隔离（遮蔽）时或叠加（整合）时才有意义。  

### 改變視盲
圖像記憶中的簡短表徵被認為，在檢測視覺場景變化的能力中起著關鍵作用。“改變視盲”現象讓我們深入了解了圖像記憶儲存的本質及其在視覺中的作用。“改變視盲”指的是，當兩個場景之間相隔著一個非常短的空白間隔或刺激間間隔（ISI）時，我們無法在兩個場景之間檢測到差異。因此，視盲可以被定義為圖像記憶的輕微失誤。如果場景在沒有ISI的情況下呈現，這種變化就很容易被檢測到。據認為，場景在圖像記憶中的詳細記憶儲存會被每個ISI擦除，使得記憶無法觸接，因此降低了在連續場景之間進行比較的能力。  

### 眼球跳視運動
已有研究表明，在眼球跳視運動期间，圖像記憶在提供連續性體驗方面發揮了作用。這些快速眼球運動約30毫秒發生一次，每次注視持續約300毫秒。然而，跳視之間的資訊記憶在很大程度上依賴於視覺短期記憶，而不是圖像記憶。人們認為，儲存在圖像記憶中的資訊在跳視時實際上會被刪除，而不是有助於跨跳記憶。在眨眼時也會發生類似的現象，有意無意的眨眼都會破壞圖像記憶中的資訊。  

## 发展
圖像记忆从出生起，便随着主要和次要视觉系统而持續发展。到6个月大时，婴儿的圖像记忆的能力便接近了成年人。5岁时，儿童已经发展出成人所具有的无限容量的圖像记忆能力。資訊暫留时间从5岁时的大约200毫秒，增加到成人（大於11歲）的1000毫秒的渐近水平。随着年龄的增长，视觉暫留會略有衰減。將20歲出頭的人與60歲晚期的人進行比較，可以觀察到大約有20毫秒的減少。人的一生中有可能發生輕度認知功能障礙（MCIs），因而產生如情景记忆中的错误（关于人、地方及其背景的自傳體記憶），以及由于海馬迴及聯合皮質區损伤导致的工作记忆中的錯誤（STM的活跃处理成分）。情节记忆是一个人可以讨论的自传事件。目前已經發現，MCIs患者的圖像記憶能力和持續時間都有所下降。MCIs患者的圖像記憶障礙可被用於預測更嚴重的缺陷的發展，如阿尔茨海默病和失智症。  

## 斯珀林的部分报告法
1960年，斯珀林首先成为使用部分报告范式来研究VSTM的二分模型的人。在斯珀林於1960年的最初实验中，觀察人員在短暫時間內（50毫秒）會看到一個由3x3或3x4個字母及數字組成的陣列，作為速示視覺刺激：   
P Y F G
V J S A
D H B U

受試者根據刺激消退後的線索去回憶，引導受試者回憶最初顯示的某一行字母。记忆表现會在两种情况下作比较：全部报告和部分报告。 

### 全部报告

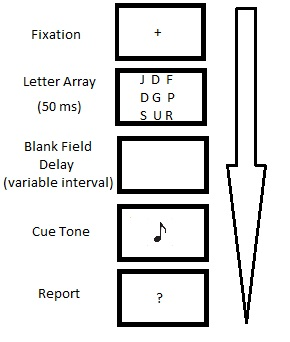
斯珀林最初的部分报告范式。

全部报告条件要求参与者儘可能地回憶最初顯示的元素所在的位置。参与者通常能够从十二个字符中回忆三到五个字符（大約35％）。这表明全部报告受到容量为4到5个项目的記憶系统限制。 

### 部分报告
部分报告条件要求参与者使用線索回憶，並从视觉显示中，識別出一部分的字符。在刺激消退之后，以不同时间间隔（約50ms）发出的音调作為線索。音调的频率（高、中、低）表示要报告显示器中的哪组字符。由于参与者不知道哪一行會被回憶，因此部分报告条件中的表現，可以被视为對觀察者全部顯示記憶的随机抽樣。这种类型的抽樣显示，在刺激消退之后，参与者可以在给定行中回忆大多数字母（12个字母中的9个），表明整个视觉显示中有75％可以被记忆所觸接，使原本從全部报告试验得出的圖像记忆假设容量獲得大幅度增長。 

## 部分报告法的變化

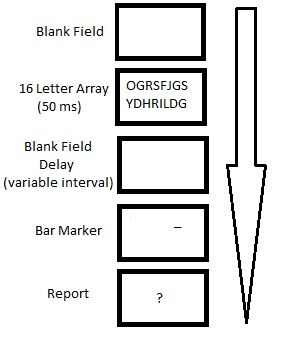
Averbach＆Coriell的部分报告范例。

### 视觉線索
在斯珀林的部分報告法中一個小變化，會產生類似的結果，那就是改用「視覺條標記」而不是「聽覺音調」作為提取線索。在此修改中，會於50毫秒内向参与者展示兩行8個字母的視覺顯示。探針是一種視覺條，放置在字母位置的上方或下方，與阵列消退同時發生。當参与者被要求回憶指定的字母時，平均準確率為65%。

### 时间差異
透過改變顯示消退量和聽覺線索（提示音）之間的時間間隔，斯珀林可以估計出感覺記憶的時間過程。斯珀林偏離了最初的程序，從刺激消退後立即呈現音調，變成到150、500或1000毫秒後才呈現。使用這種技術，刺激顯示的初始記憶在顯示消退後會迅速衰減。在刺激消退後約1000毫秒，部分報告和整個報告條件下的回憶率並沒有差異。總體而言，使用部分報告的實驗，為顯示消退後大約持續1000毫秒的快速衰減的感覺痕跡提供了證據。

#### 圆形提示和遮蔽
遮蔽效應是透過在字母周圍畫一個圓圈作為回憶的線索來識別的。當圓圈出現在視覺刺激開始之前，或與刺激消退同時出現時，回憶與「使用條形或音調時候」配對。然而，如果在刺激消退100毫秒後，用一個圓圈作為線索，那麼回憶的準確性就會下降。隨著圆圈顯示延遲的增加，準確性又再次提高。這種現像是後向對比遮蔽的一個例子。當刺激消退後立即顯示隨機線之類的圖像時，也會觀察到遮蔽。 